# Emma av Waldeck-Pyrmont

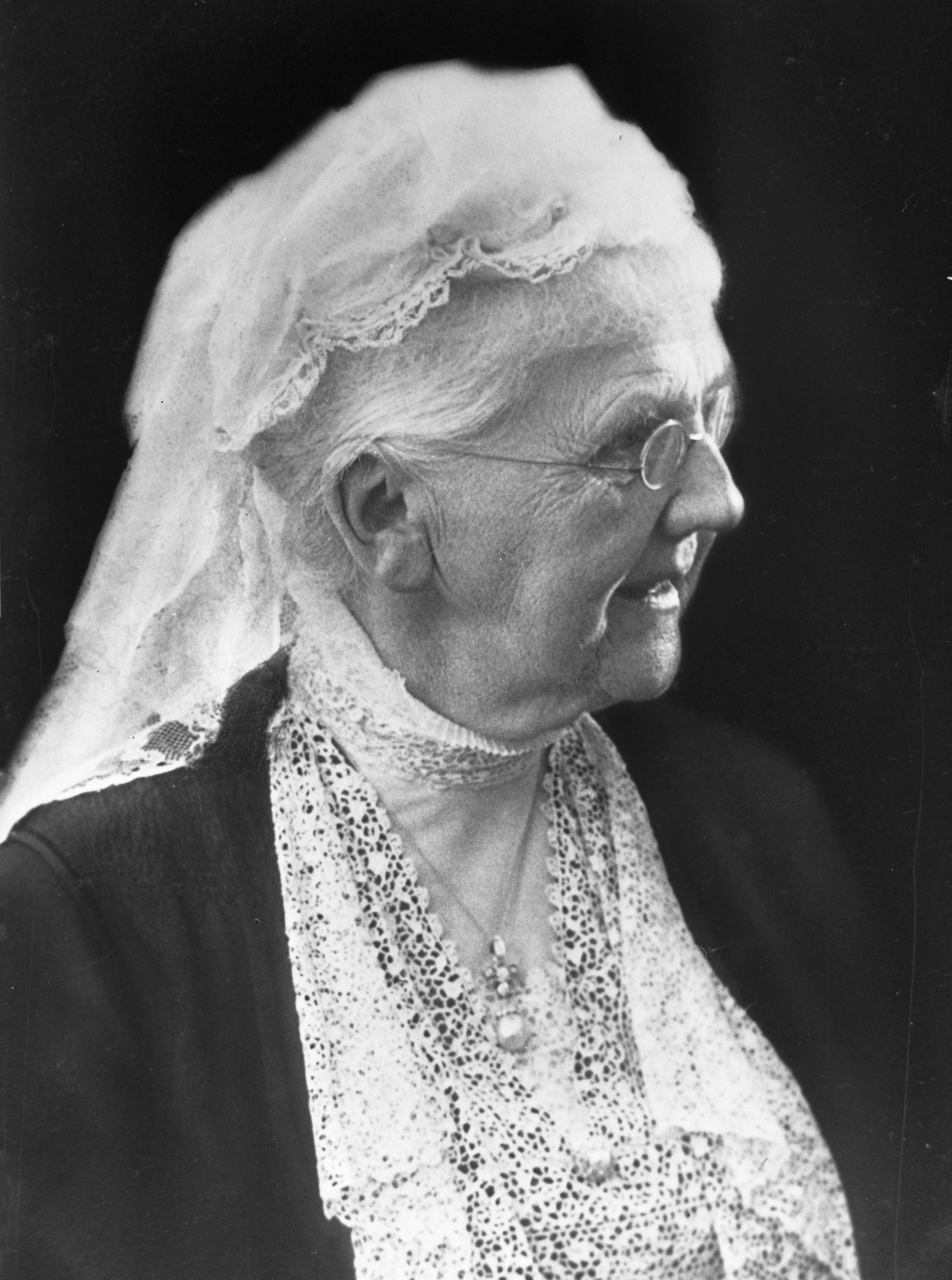
Emma av Waldeck-Pyrmont med änkehätta

Emma av Waldeck-Pyrmont, född 2 augusti 1858, död 20 mars 1934, var  drottning av Nederländerna som gift med Vilhelm III av Nederländerna. Hon var Nederländernas regent som förmyndare för sin dotter, drottning Vilhelmina av Nederländerna, från 1890 till 1898. 

## Biografi

### Tidigt liv
Emma var dotter till furst Georg Viktor av Waldeck-Pyrmont och prinsessan Helena av Nassau-Weilburg. Hon var kusin med kung Gustaf V av Sverige och hans bröder. Hon vigdes 7 januari 1879 med Vilhelm III av Nederländerna; han var fyrtio år äldre än sin nya hustru och änkeman sedan 1877. I äktenskapet mellan Vilhelm och Emma föddes dottern Vilhelmina, som efterträdde sin far på tronen 1890, sedan Vilhelms barn i det första äktenskapet avlidit.

### Drottning
Äktenskapet mellan Emma och Vilhelm var arrangerat: Vilhelm föreslog det för hennes föräldrar, som tackade ja på hennes vägnar, och Emma accepterade att lyda sina föräldrars önskan. Emma beskrivs som charmig, taktfull och saklig, och hade uppfostrats till plikttrogenhet och till ett intresse för välgörenhet och sociala frågor. År 1884 avled Nederländernas tronföljare, hennes styvson, och hennes dotter blev därmed tronarvinge. När det blev tydligt att hennes dotter Vilhelmina skulle komma att ärva tronen, och Vilhelm troligen skulle avlida när dottern ännu var omyndig, blev det också avgjort att Emma skulle bli landets regent under dotterns regeringstid. Efter detta drog sig Vilhelm tillbaka från offentligheten, och Emma ägnade sig åt att sköta om honom under hans sjukdom.     

### Regent
År 1890 avled Vilhelm och efterträddes av Vilhelmina, och Emma blev Nederländernas regent under sin dotters omyndighet. Under dotterns minderårighet skötte Emma regentskapet under åren 1890–1898 och visade sig vara en duglig och handlingskraftig regent, som blev mycket populär hos holländarna. Emma ägnade sig med stort intresse åt sjukhusväsendets förbättring m.m. 

### Senare liv
Vid Vilhelminas myndighetsförklaring 1898 upphörde Emmas mandat som regent. Efter Vilhelminas giftermål 1901 lämnade Emma hovet och flyttade till en egen bostad i Haag. Hon följde dock fortsatt ofta med sin dotter och svärson på representation, alltid klädd i änkehätta, som blev hennes kännetecken.